# Ludwig Ettmüller
Ernst Moritz Ludwig Ettmüller (Pseudonym: Frauenlob der Jüngere; * 5. Oktober 1802 in Gersdorf; † 14. April 1877 in Unterstrass, heute zu Zürich) war ein deutscher Germanist.

## Leben
Ludwig Ettmüller war Sohn eines Pastors und erhielt zunächst Privatunterricht bei seinem Vater. 1816 kam er an das Gymnasium Zittau und 1823 an die Universität Leipzig. Dort studierte er zunächst Medizin, entschied sich dann aber zum Studium der germanischen Philologie und Geschichte, das er 1826 abschloss. In der Zeit von 1825 bis 1828 betrieb er Privatstudien in verschiedenen Bibliotheken in Dresden und in der Lausitz, auch hielt er sich von 1827 bis 1828 in Prag auf, um slawische Handschriften zu kopieren. Ab 1828 war Ettmüller an der Universität Jena eingeschrieben, wo er sprachwissenschaftlich-altertumskundliche Studien an handschriftlichen Materialien der Universitätsbibliothek nachging und eine finanzielle Unterstützung der sachsen-weimar-eisenachschen Großherzogin Maria Pawlowna erhielt, um die Habilitation anstreben zu können. Während seines Studiums wurde er 1823 Mitglied der Leipziger Burschenschaft, 1828 der Jenaischen Burschenschaft und 1830 der Jenaischen Burschenschaft Germania. 1831 promovierte er mit der Dissertation De Nibelungorum fabula ex antiquae religionis decretis illustranda zum Dr. phil., und im gleichen Jahr erfolgte durch Verteidigung seiner Promotionsschrift die Habilitation. In den Jahren 1832 bis 1833 wirkte er in Jena als Privatdozent für mittelalterliche Literatur.
1833 folgte Ettmüller einem Ruf als Professor für Deutsch und Geschichte an das Obergymnasium Zürich. Zugleich nahm er eine Tätigkeit als Privatdozent an der neugegründeten Universität Zürich auf. 1863 wurde er zum außerordentlicher Professor für altdeutsche Sprache und Literatur an der Universität ernannt. Im Amt am Gymnasium verblieb er bis zu seiner Pensionierung 1863, in demjenigen an der Universität bis zu seinem Tod 1877.
Lehrschwerpunkte Ettmüllers waren Mittelalter, Walther von der Vogelweide, die Nibelungensage, Goethe, Literaturgeschichte, slawische Mythologie sowie altnordische und altenglische Grammatik.

## Schriften (Auswahl)
- Vaula-Spá, Weidmannsche Buchhandlung, Leipzig 1830 (bis heute aufgelegt).
- Beowulf: Heldengedicht des achten Jahrhunderts, Meyer und Zeller, Zürich 1840.
- Gudrunlieder: nebst einem Wörterbuche, Comptoir, Zürich und Winterthur 1841.
- als Hrsg.: Heinrichs von Meißen des Frauenlobes Leiche, Sprüche, Streitgedichte und Lieder. Quedlinburg/Leipzig 1843.
- Deutsche Stammkönige nach Geschichte und Sage, Zürcher und Furrer, Zürich 1844.
- Die beiden ältesten deutschen Jahrbücher der Stadt Zürich, Meyer und Zeller, Zürich 1844.
- (unter dem Pseudonym Frauenlob der Jüngere:) Kaiser Karl der Große und das fränkische Jungfrauenheer, Meyer und Zeller, Zürich 1846.
- Handbuch der deutschen Literaturgeschichte, Verlagsbureau, Leipzig 1847.
- Herbstabende und Winternächte. Gespräche über deutsche Dichtungen und Dichter, 3 Bände, Cotta, Stuttgart 1865–1867.
- Altnordischer Sagenschatz in neun Büchern, Fleischer, Leipzig 1870 (bis heute aufgelegt).

Dazu kommen zahlreiche Editionen mittelalterlicher Literatur.